# کیف سیاه
کیف سیاه (انگلیسی: Black Bag) یک فیلم جاسوسی دلهره‌آور آمریکایی محصول ۲۰۲۵ به کارگردانی استیون سودربرگ و نویسندگی دیوید کپ است. در این فیلم کیت بلانشت، مایکل فاسبندر، ماریسا آبلا، تام برک، نائومی هریس، رگی-ژان پیج، و پیرس برازنان به ایفای نقش پرداخته‌اند.
کیف سیاه در ۱۲ مارس ۲۰۲۵ در فرانسه توسط فوکس فیچرز و دو روز بعد در سطح بین‌المللی توسط یونیورسال پیکچرز منتشر شد. این فیلم مورد تحسین منتقدان قرار گرفت.

## داستان
افسر سازمان اطلاعات بریتانیا، جرج وودهاوس، از سوی مافوقش، میچام، یک هفته فرصت می‌یابد تا دربارهٔ افشای یک برنامه نرم‌افزاری فوق محرمانه با نام رمز «سِوِروس» تحقیق کند. یکی از پنج مظنون این پرونده، همسر او، کاترین، است که خود نیز افسر اطلاعاتی است. جرج، چهار مظنون دیگر را که همگی مأمور سرویس اطلاعات مخفی بریتانیا (اس‌آی‌اس) هستند، برای شام به خانه دعوت می‌کند. این افراد عبارت‌اند از متخصص تصاویر ماهواره‌ای، کلاریسا؛ دوست‌پسر او و مأمور رابط، فردی؛ مأمور رابط دیگر، جیمز؛ و دوست‌دختر جیمز، زویی، که روان‌پزشک سازمان نیز هست. جرج با ریختن دارو در غذای مهمانان، بازدارندگی آن‌ها را کاهش می‌دهد و برای شناخت بهترشان، آن‌ها را وارد یک بازی روان‌شناختی می‌کند. در این میان، مشخص می‌شود که فردی به کلاریسا خیانت کرده و کلاریسا با چاقوی استیک به دست او ضربه می‌زند.
در همان شب، میچام هنگام نوشیدن در خانه دچار حمله قلبی می‌شود و می‌میرد. جرج پس از پیدا کردن بلیت یک سینما در سطل زبالهٔ میز توالت همسرش و تکذیب دیدن آن فیلم از سوی کاترین، شکش به او بیشتر می‌شود. او با فریب، دسترسی به دفتر کاترین پیدا می‌کند، وارد رایانهٔ او می‌شود و متوجه می‌شود که قرار است به زوریخ سفر کند. جرج از کلاریسا می‌خواهد که مسیر یک ماهواره جاسوسی را تغییر دهد و کاترین را در حال ملاقات با یکی از مأموران سابق روس در سوئیس زیر نظر می‌گیرد. بعدتر، جیمز به او اطلاع می‌دهد که کاترین به حساب بانکی‌ای در زوریخ با موجودی ۷ میلیون پوند دسترسی دارد که منشأ و مسیر آن نامشخص است. در یکی از جلسات روان‌درمانی، زویی از کاترین می‌پرسد که آیا شغلش را در اولویت قرار می‌دهد یا شوهرش را. در جلسه‌ای بعد، زویی از جیمز جدا می‌شود.
بعداً مشخص می‌شود در همان دقایقی که جرج ماهواره را برای مشاهدهٔ ملاقات کاترین در زوریخ منحرف کرده بود، یکی دیگر از مأموران سابق روس از یک خانه امن در لیختن‌اشتاین همراه با نسخه‌ای از برنامهٔ سِوِروس ناپدید شده و اکنون در راه اروپای شرقی است تا از آن برای ایجاد یک فروپاشی هسته‌ای استفاده کند. کلاریسا موضوع را با فردی که دوباره با او آشتی کرده در میان می‌گذارد و فردی به‌طور پنهانی به کاترین هشدار می‌دهد که جرج به او مظنون شده است. آن شب، این زوج با هم اطلاعاتشان را ردوبدل می‌کنند و درمی‌یابند که در حال قربانی شدن در یک نقشه‌اند. کاترین از کلاریسا کمک می‌گیرد تا مأمور روس را ردیابی کند. او حدس می‌زند که رئیسشان، اشتیگلیتس، عمداً سِوِروس را افشا کرده تا فروپاشی هسته‌ای رخ دهد و دولت روسیه بی‌ثبات شود، حتی اگر هزاران غیرنظامی در این میان کشته شوند. کاترین محل مأموران روس را به یک رابط در سیا اطلاع می‌دهد که منجر به یک حمله پهپادی و کشته شدن آن‌ها در حین عبور از لهستان می‌شود. جرج همهٔ مظنونان جز کاترین را تحت آزمایش دروغ‌سنج قرار می‌دهد تا عامل افشا را شناسایی کند.
آنان بار دیگر چهار مظنون را به مهمانی شام دعوت می‌کنند. اما به جای سرو غذا، کاترین یک اسلحه روی میز می‌گذارد و جرج اعلام می‌کند که قرار است با طرح یک سؤال از هر فرد، بازی تازه‌ای آغاز کنند. در جریان این پرسش‌ها، افشا می‌شود که فردی و زویی با هم رابطه داشته‌اند و زویی از طریق جیمز از وجود سِوِروس آگاه شده و به دلیل اعتقادات کاتولیکی‌اش سعی داشته جلوی افشای آن را بگیرد. جرج توضیح می‌دهد که دو توطئه وجود داشته: یکی از سوی اشتیگلیتس و جیمز برای افشای سِوِروس و ایجاد فروپاشی هسته‌ای، و دیگری از سوی زویی و فردی برای استفاده از کاترین برای جلوگیری از این رخداد. جیمز اسلحه را برمی‌دارد، به توطئه با اشتیگلیتس و قتل میچام اعتراف می‌کند و دوبار به سمت جرج شلیک می‌کند، اما گلوله‌ها مشقی هستند. سپس کاترین اسلحه‌ای از کیفش بیرون می‌آورد و جیمز را می‌کشد و به همکارانش هشدار می‌دهد که هرگز وفاداری او و جرج را به بازی نگیرند. جرج جسد جیمز را در برکهٔ ماهی‌گیری می‌اندازد. کاترین به اشتیگلیتس اطلاع می‌دهد که نقشه‌اش شکست خورده و پیشنهاد می‌دهد از مقامش کناره‌گیری کند. او و جرج عشق خود را به یکدیگر ازنو ابراز می‌کنند. در پاسخ به پرسش کاترین، جرج می‌گوید که حساب بانکی زوریخ با ۷ میلیون پوند هنوز دست‌نخورده باقی مانده است.

## بازیگران
- کیت بلانشت
- مایکل فاسبندر
- رگی-ژان پیج
- نائومی هریس
- پیرس برازنان
- تام برک
- ماریسا آبلا

## تولید
در ژانویه ۲۰۲۴ اعلام شد که استیون سودربرگ کارگردان این فیلم است و بازیگران آن کیت بلانشت و مایکل فاسبندر هستند. در مارس، رگی-ژان پیج، نائومی هریس، پیرس برازنان و تام برک به گروه بازیگران پیوستند.
فیلم‌برداری در ۶ مه ۲۰۲۴ در لندن آغاز شد.

## انتشار
در ژانویه ۲۰۲۴، فوکس فیچرز حقوق پخش فیلم را دریافت کرد. در ژوئیه، این استودیو تاریخ انتشار ۱۴ مارس ۲۰۲۵ را تعیین کرد.